# Alpheoidea
Alpheoidea là một siêu họ của tôm. Nó bao gồm các họ:
- Alpheidae Rafinesque, 1815
- Barbouriidae Christoffersen, 1987
- Bythocarididae Christoffersen, 1987
- Hippolytidae Bate, 1888
- Lysmatidae Dana, 1852
- Merguiidae Christoffersen, 1990
- Ogyrididae Holthuis, 1955
- Thoridae Kingsley, 1878